# Abdij van Verzy

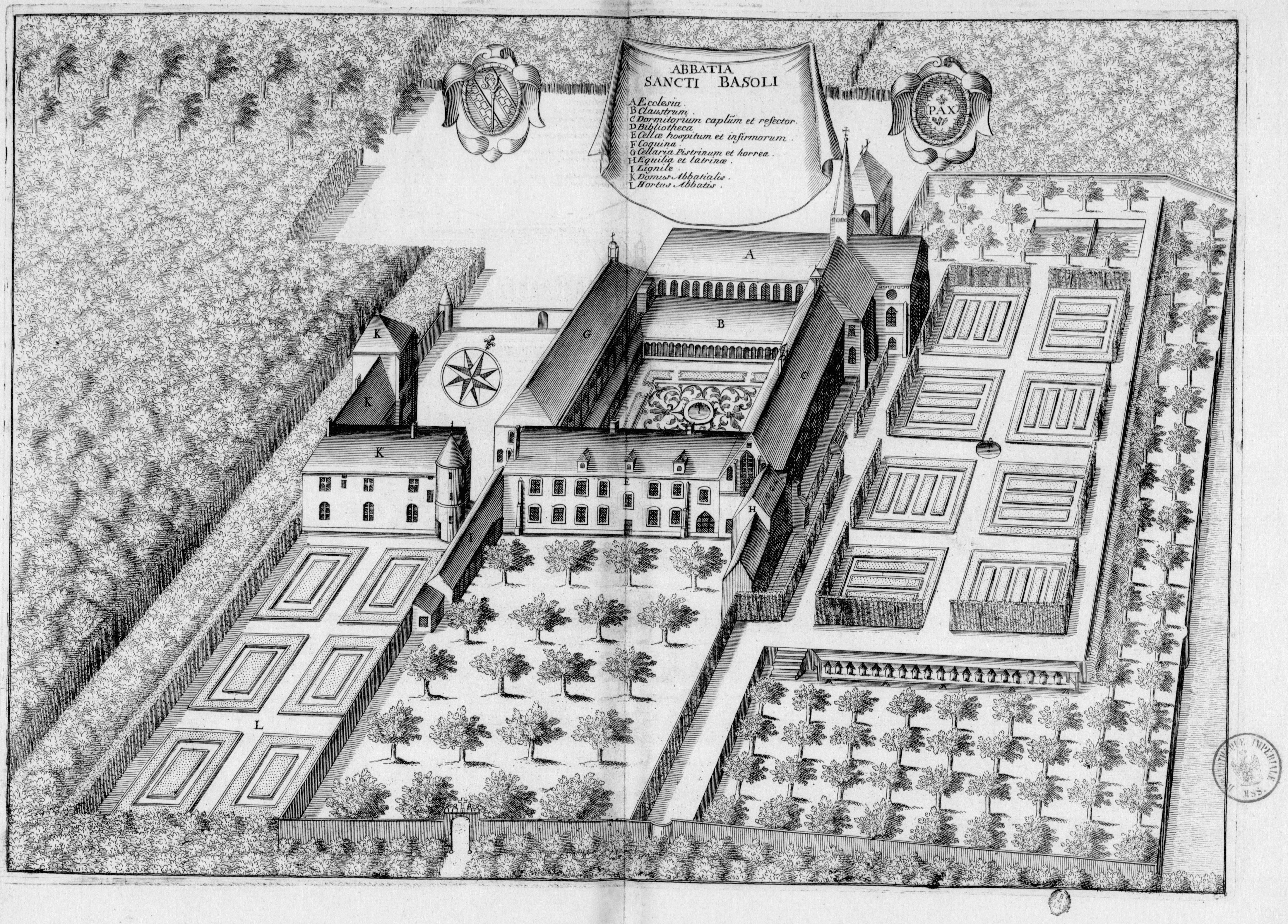
Abdij van Verzy

De Abdij van Verzy (Frans: Abbaye Saint-Basle de Verzy) is een voormalige abdij in de Franse plaats Verzy, gewijd aan Sint-Basolus van Verzy.
De abdij zou, samen met drie andere, gesticht zijn door Remigius van Reims omstreeks het jaar 530. Het was een laura dat aan Sint-Maarten was gewijd. Hier zou Basolus verscheidene jaren hebben verbleven. Toen hij priester was geworden, werd hij kluizenaar in het bos. Hij stierf in 620 en om het graf van Basolus ontwikkelde zich een devotie.
In 644 werd buiten Verzy een nieuwe abdij opgericht, waar de Regel van Columbanus werd nagevolgd. In 991 vond hier het Concilie van Sint-Basolus van Verzy plaats, een regionaal concilie waar Hugo Capet een rol in heeft gespeeld.
De abdij heeft bestaan tot 1790. Toen werd hij opgeheven door de Franse revolutionaire regering.